# Murieron con las botas puestas
Murieron con las botas puestas (en inglés, They Died with Their Boots On) es una película estadounidense de 1941 dirigida por Raoul Walsh para la Warner Brothers e interpretada por Errol Flynn y Olivia de Havilland. Es una mitificación de la vida del general Custer.

## Argumento
El joven Custer (Errol Flynn) llega a la Academia militar de West Point y vive los primeros incidentes con sus compañeros e instructores. Era el primero en esgrima y equitación, pero distraído en los demás estudios. En uno de sus castigos conocería a la que sería su esposa, Elizabeth Bacon. Sin embargo, su situación poco esperanzadora cambia cuando comienza la guerra de Secesión. Las promociones de oficiales se aceleran y Custer llega a graduarse, marchando a Washington. La fortuna y un error administrativo convertirían a Custer en general cuando consigue derrotar al general Stuart.
Acabada la guerra, el héroe acusa la falta de acción de la vida civil y se abandona a la bebida. Sabiendo que la inactividad estaba destrozando a su marido, Elizabeth usa sus influencias y consigue que le entreguen un mando a Custer saltando cincuenta personas en el escalafón. El 7.º Regimiento de Caballería, un regimiento desastroso que vigilaba la frontera india, es transformado por Custer en el orgullo de los ejércitos de la Unión. Sus dotes de mando y su valor no pasan inadvertidos entre sus enemigos, los temibles siux de Caballo Loco, que le dan el sobrenombre de "Cabello Largo". Tras una brillante campaña se firma un tratado de paz entre los Estados Unidos y los siux, que se retiran de las tierras que ocupaban, exceptuando sus montañas sagradas.
Sin embargo, algunos individuos no satisfechos con el tratado intrigan para alejar a Custer de su regimiento, provocándole fácilmente. Custer debe viajar a Washington a responder ante un consejo de guerra, y mientras tanto se da la falsa noticia de que hay oro en las colinas negras, por lo que miles de aventureros penetran en territorio indio buscándolo.
Custer advierte a su gobierno de lo que iba a suceder en territorio indio, pero entre políticos, abogados y periodistas le silencian. Consigue que el presidente Ulysses S. Grant, militar como él, le deje reintegrarse al frente de su regimiento. Sabiendo que Bismarck va a ser arrasado por los indios y la infantería aniquilada si él no lo impide se despide de su mujer y decide sacrificarse para evitar la catástrofe. Sale como avanzada del general Terry con todo su regimiento en una expedición para capturar a los siux que se han aliado con los cheyenes y otros pueblos. Se adentra en territorio enemigo y llega a Little Big Horn, donde los seiscientos hombres del 7.° Regimiento de Caballería son rodeados por seis mil indios, y tras una encarnizada lucha su regimiento es aniquilado completamente.

## Curiosidades
Un año antes de esta producción, la Warner Brothers produjo un wéstern llamado Camino de Santa Fe donde trabajaba Errol Flynn y aparecía el general Custer, sin embargo aquí el papel de Custer lo interpretaba Ronald Reagan, mientras que Flynn hacía el papel de Stuart, que luego sería el enemigo de Custer.
La expresión "Morir con las botas puestas" alude a asumir una situación de alto riesgo o terminal con mucha determinación y valentía. Las botas estuvieron siempre ligadas a los militares y a los caballeros, formando parte fundamental de su indumentaria. Perder las botas era un símbolo de vejación o de derrota; por el contrario, enfrentar una crisis o un trance bravo con decisión y coraje, equivalía a hacerlo con las botas bien puestas. Si el personaje en cuestión no salía bien parado de la situación o directamente perdía la vida, era muy común que los enemigos le quitasen las botas, no tanto por su valor simbólico sino por su valor material y económico.